# وينتون دبليو. مارشال
وينتون دبليو. مارشال (بالإنجليزية: Winton W. Marshall)‏ هو ضابط أمريكي، ولد في 6 يوليو 1919 في ديترويت في الولايات المتحدة، وتوفي في 19 سبتمبر 2015 في هونولولو في الولايات المتحدة.